# Municipio de Boone (condado de Porter)
El municipio de Boone (en inglés: Boone Township) es un municipio ubicado en el condado de Porter en el estado estadounidense de Indiana. En el año 2010 tenía una población de 6160 habitantes y una densidad poblacional de 65,65 personas por km².

## Geografía
El municipio de Boone se encuentra ubicado en las coordenadas 41°18′35″N 87°9′6″O / 41.30972, -87.15167. Según la Oficina del Censo de los Estados Unidos, el municipio tiene una superficie total de 93.83 km², de la cual 93,74 km² corresponden a tierra firme y (0,09 %) 0,09 km² es agua.

## Demografía
Según el censo de 2010, había 6160 personas residiendo en el municipio de Boone. La densidad de población era de 65,65 hab./km². De los 6160 habitantes, el municipio de Boone estaba compuesto por el 96,96 % blancos, el 0,67 % eran afroamericanos, el 0,15 % eran amerindios, el 0,29 % eran asiáticos, el 0,67 % eran de otras razas y el 1,27 % eran de una mezcla de razas. Del total de la población el 5,05 % eran hispanos o latinos de cualquier raza.